# İqtisadçı Voleybol Klubu 2013-2014
Questa voce raccoglie le informazioni riguardanti l'İqtisadçı Voleybol Klubu nella stagione 2013-2014.

## Organigramma societario
Area direttiva
- Presidente: ?

Area tecnica
- Allenatore: Bülent Karslıoğlu
- Assistente allenatore: Fərid Cəlalov

## Rosa
| N° | Nome               | Ruolo | Data di nascita   | Nazionalità sportiva |
| -- | ------------------ | ----- | ----------------- | -------------------- |
| 1  | Wanna Buakaew      | L     | 2 gennaio 1981    | Thailandia           |
| 2  | Lenka Dürr         | L     | 10 dicembre 1990  | Germania             |
| 4  | Indira Abdullayeva | L     | 20 marzo 1989     | Azerbaigian          |
| 5  | Pleumjit Thinkaow  | C     | 9 novembre 1983   | Thailandia           |
| 6  | Onuma Sittirak     | S     | 13 giugno 1986    | Thailandia           |
| 7  | Arielle Wilson     | C     | 3 gennaio 1989    | Stati Uniti          |
| 8  | Wei Qiuyue         | P     | 26 settembre 1988 | Cina                 |
| 9  | Romina Lamas       | P     | 29 agosto 1978    | Spagna               |
| 10 | Wilavan Apinyapong | S     | 6 giugno 1984     | Thailandia           |
| 11 | Kim Willoughby     | S     | 7 novembre 1980   | Stati Uniti          |
| 12 | Manon Flier        | S/O   | 8 febbraio 1984   | Paesi Bassi          |
| 13 | Marianne Fersola   | C     | 19 gennaio 1992   | Rep. Dominicana      |
| 14 | Deja McClendon     | S     | 27 giugno 1992    | Stati Uniti          |
| 15 | Ma Yunwen          | C     | 19 ottobre 1988   | Cina                 |
| 17 | Zhang Lei          | S/O   | 11 gennaio 1985   | Cina                 |
| 18 | Valentina Serena   | P     | 10 novembre 1981  | Italia               |

## Mercato
| Acquisti | Acquisti         | Acquisti          | Acquisti   |
| R.       | Nome             | da                | Modalità   |
| -------- | ---------------- | ----------------- | ---------- |
| L        | Lenka Dürr       | Vilsbiburg        | definitivo |
| C        | Arielle Wilson   | Azərreyl          | definitivo |
| P        | Wei Qiuyue       | Tianjin           | definitivo |
| S        | Kim Willoughby   | Pinkin de Corozal | definitivo |
| S/O      | Manon Flier      | Azərreyl          | definitivo |
| C        | Ma Yunwen        | Shanghai          | definitivo |
| C        | Marianne Fersola | César Vallejo     | definitivo |
| P        | Romina Lamas     | Aguere            | definitivo |
| S        | Deja McClendon   | Penn State        | definitivo |

| Cessioni | Cessioni         | Cessioni              | Cessioni   |
| R.       | Nome             | a                     | Modalità   |
| -------- | ---------------- | --------------------- | ---------- |
| C        | Lauren Paolini   | Hitachi Rivale        | definitivo |
| P        | Niverka Marte    | Rep. Dominicana       | definitivo |
| S/O      | Dayesi Maso      | Jakarta Bank DKI      | definitivo |
| C        | Amporn Hyapha    | Jakarta Pertamina     | definitivo |
| S/O      | Nancy Meendering | Ageo Medics           | definitivo |
| P        | Nootsara Tomkom  | PEA                   | definitivo |
| S/O      | Malika Kanthong  | Jakarta Pertamina     | definitivo |
| S/O      | Daimí Ramírez    | Fujian                | definitivo |
| C        | Arielle Wilson   | Manokwari             | definitivo |
| P        | Wei Qiuyue       | Tianjin               | definitivo |
| S        | Kim Willoughby   | Orientales de Humacao | definitivo |
| C        | Ma Yunwen        | Shanghai              | definitivo |

## Statistiche

### Statistiche di squadra
| Competizione     | Punti | In casa | In casa | In casa | In trasferta | In trasferta | In trasferta | Totale | Totale | Totale |
| Competizione     | Punti | G       | V       | P       | G            | V            | P            | G      | V      | P      |
| ---------------- | ----- | ------- | ------- | ------- | ------------ | ------------ | ------------ | ------ | ------ | ------ |
| Superliqa        | 31    | 10      | 7       | 3       | 9            | 4            | 5            | 19     | 11     | 8      |
| Champions League | 8     | 4       | 2       | 2       | 4            | 1            | 3            | 8      | 3      | 5      |
| Totale           | -     | 14      | 9       | 5       | 13           | 5            | 8            | 27     | 14     | 13     |

G = partite giocate; V = partite vinte; P = partite perse

### Statistiche dei giocatori
| Giocatore      | Champions League | Champions League | Champions League | Champions League | Champions League |
| Giocatore      | P                | PT               | AV               | MV               | BV               |
| -------------- | ---------------- | ---------------- | ---------------- | ---------------- | ---------------- |
| I. Abdullayeva | 0                | 0                | 0                | 0                | 0                |
| W. Apinyapong  | 7                | 49               | 46               | 0                | 3                |
| W. Buakaew     | 7                | 0                | 0                | 0                | 0                |
| L. Dürr        | 6                | 0                | 0                | 0                | 0                |
| M. Fersola     | 5                | 26               | 22               | 4                | 0                |
| M. Flier       | 8                | 99               | 84               | 3                | 12               |
| R. Lamas       | 4                | 2                | 0                | 0                | 2                |
| Ma Y.          | 7                | 47               | 37               | 5                | 5                |
| D. McClendon   | 2                | 2                | 2                | 0                | 0                |
| V. Serena      | 6                | 3                | 1                | 1                | 1                |
| O. Sittirak    | 7                | 71               | 63               | 4                | 4                |
| P. Thinkaow    | 7                | 49               | 39               | 7                | 3                |
| Wei Q.         | 6                | 13               | 7                | 0                | 6                |
| K. Willoughby  | 6                | 28               | 27               | 0                | 1                |
| A. Wilson      | 0                | 0                | 0                | 0                | 0                |
| Zhang L.       | 8                | 27               | 23               | 2                | 2                |

P = presenze; PT = punti totali; AV = attacchi vincenti; MV = muri vincenti; BV = battute vincenti

NB: Non sono disponibili i dati relativi alla Superliqa e totali